# Bellaire (Texas)
Bellaire è una città nella parte sud-occidentale della contea di Harris, Texas, Stati Uniti, all'interno dell'area metropolitana Houston-Sugar Land-Baytown. Al censimento del 2010, la popolazione della città era di 16.855 abitanti. È circondata dalle città di Houston e West University Place.
Bellaire è conosciuta come la "città delle case" (City of Homes), per il suo carattere prevalentemente residenziale; tuttavia, ci sono uffici lungo il 610 Loop entro i confini della città.

## Geografia fisica
Secondo lo United States Census Bureau, ha un'area totale di 3,59 mi² (9,30 km²).

## Società

### Evoluzione demografica
Secondo il censimento del 2010, la popolazione era di 16.855 abitanti.

### Etnie e minoranze straniere
Secondo il censimento del 2010, la composizione etnica della città era formata dall'80,0% di bianchi, l'1,6% di afroamericani, lo 0,2% di nativi americani, il 14,1% di asiatici, lo 0,0% di oceanici, l'1,8% di altre razze, e il 2,2% di due o più etnie. Ispanici o latinos di qualunque razza erano il 9,5% della popolazione.